# Incident Command System

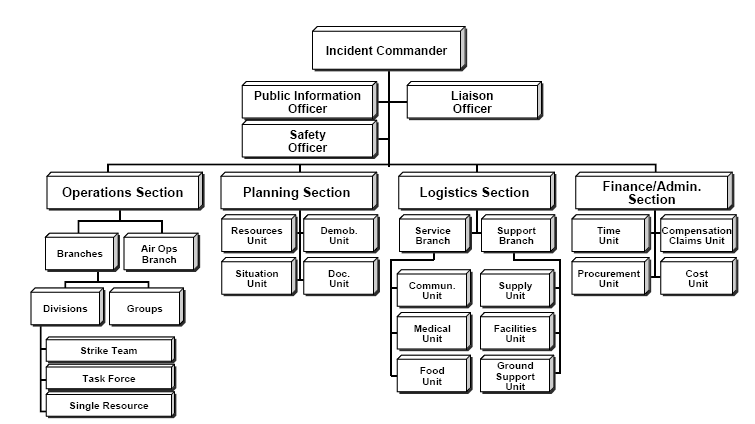
ICS basic organization chart (ICS-100 level depicted)

L'Incident Command System (ICS) è un approccio standardizzato al comando, al controllo e al coordinamento della risposta alle emergenze, che fornisce una gerarchia comune entro la quale soccorritori provenienti da agenzie diverse possono essere efficaci.
ICS è stato inizialmente sviluppato per affrontare i problemi di risposta inter-agenzia per incendi in California e Arizona, ma ora è un componente del Sistema di Incident Management Nazionale (NIMS) negli Stati Uniti, dove si è evoluto ed è in uso in tutte le situazioni a rischio che vanno dalle sparatorie a scene HazMat (Materiali Pericolosi). Inoltre, ICS è diventato un modello di approccio agli interventi a livello internazionale.

## In Italia
Il coordinamento dei soccorsi è affidato sempre al Corpo Nazionale dei Vigili del Fuoco, unico ente a poter entrare e soccorrere in Zona Rossa (specialmente se contaminata, nessun altro operatore/ente dello stato può accedervi)
L'incident commander è sempre il più esperto, non il più alto in grado come buona norma universale.
Legalmente in un evento maggiore la responsabilità delle operazioni sale al Prefetto.
A causa delle sovrapposizioni di competenze degli enti, ogni ente attiva un suo ICS per gestire in modo indipendente la sua catena di comando, L'unico vero esempio di coordinamento unificato in italia è la sala Emergenze Italia, dove tutti gli enti siedono nella stessa stanza per coordinare eventi su scala nazionale.
Molti enti non formano il personale riguardo ICS, creando problemi di coordinamento unificato

## Panoramica
ICS consiste in una gerarchia gestione standard e procedure per la gestione incidente temporaneo di qualsiasi dimensione. Procedure ICS devono essere pre-stabiliti e sanzionati dalle autorità partecipanti, e il personale deve essere ben addestrati prima di un incidente.
ICS include le procedure per selezionare e formare le gerarchie di gestione temporanea per il controllo dei fondi, personale, strutture, attrezzature, e le comunicazioni. Il personale vengono assegnati secondo le norme e le procedure precedentemente sanzionati dalle autorità partecipanti stabiliti. ICS è un sistema progettato per essere utilizzato o applicata dal momento un incidente si verifica fino a quando la richiesta di gestione e le operazioni non esistono più.
- ICS è interdisciplinare e ha organizzazione flessibile e modulare per soddisfare le seguenti sfide di gestione:
- Soddisfa le esigenze di una giurisdizione per far fronte a incidenti di qualsiasi tipo e complessità (cioè si espande o si contrae a seconda delle necessità).
- Consente al personale di una vasta gamma di agenzie di fondere rapidamente in una struttura di gestione comune con la terminologia comune.
- Fornire supporto logistico e amministrativo per il personale operativo.
- Essere conveniente, evitando la duplicazione degli sforzi, e continuando in testa.
- Fornire un unificato, organizzazione di emergenza autorizzati centralmente.

## Storia
Il concetto di ICS è stato costituito nel 1968 in una riunione dei comandanti dei Vigili del Fuoco a Phoenix in Arizona.
Il programma è stato costruito principalmente per prendere dopo la gerarchia di gestione della Marina degli Stati Uniti ed è stato principalmente per la lotta antincendio degli incendi in California e Arizona.
Nel corso del 1970, l'ICS è stato completamente sviluppato durante massicci interventi di spegnimento di incendi in California e in seguito a una serie di incendi catastrofici in zone urbane della California con danni materiali accorsi a milioni di persone e molte persone sono decedute o rimaste ferite. Studi hanno stabilito che i problemi di risposta, spesso legati a carenze di comunicazione e di gestione piuttosto che la mancanza di risorse, sono la causa di maggiore fallimento delle tattiche di intervento. [1] [2]
Le carenze nella gestione degli incidenti erano spesso dovute a:
- La mancanza di responsabilità, comprese le catene poco chiare di comando e di controllo.
- Scarsa comunicazione a causa di entrambi gli usi inefficienti sistemi di comunicazione disponibili e codici contrastanti e la terminologia.
- La mancanza di un processo di pianificazione ordinata, sistematica.
- Non ci sono metodi predefiniti di integrare le esigenze inter-agenzie nel processo di struttura di gestione e di pianificazione in modo efficace.
- Iniziative prese da persone con competenze specialistiche nel corso di un incidente, senza coordinamento con gli altri primi soccorritori
- La mancanza di conoscenza di una terminologia comune durante un incidente.

Il gestore americano di emergenza ha stabilito che le strutture di gestione esistenti - spesso uniche per ogni agenzia - non scalabili in trattare con massicce risposte di mutuo soccorso che coinvolge decine di agenzie distinte e quando queste varie agenzie hanno lavorato insieme la loro formazione specifica e le procedure si sono scontrati. Di conseguenza, un nuovo paradigma di comando e controllo è stato collaborativo sviluppato per fornire un quadro integrato coerente per la gestione di tutti gli incidenti da piccoli incidenti alle grandi emergenze, multi-agenzia.
Va notato che all'inizio di questo lavoro, nonostante il riconoscimento che c'erano incidenti o livello di campo carenze nell'organizzazione e terminologia, non vi era alcuna menzione della necessità di sviluppare un sistema di gestione sul incidente terra come ICS. La maggior parte degli sforzi si sono concentrati sulle sfide di coordinamento multi ente al di sopra del livello di incidente o di campo. Non è stato fino al 1972, quando antincendio Risorse del sud della California organizzati per emergenze potenziali (FireScope) è stato formato che questa esigenza è stata riconosciuta e il concetto di ICS è stato prima discusso. Inoltre, ICS è stato originariamente chiamato Field Command operazioni di sistema. [3]
ICS è diventato un modello nazionale per le strutture di comando ad un fuoco, scena del crimine o un incidente grave. ICS è stato utilizzato a New York al primo attacco al World Trade Center nel 1993. Il 1 ° marzo 2004, il “Department of Homeland Security”, in conformità con il passare del”Homeland Security Presidential direttiva 5” (HSPD-5) chiede una standardizzata approccio alla gestione degli incidenti tra tutti, statali e enti locali federali, ha sviluppato il “Incident Management System nazionale” (NIMS) che integra ICS. Inoltre, è stato mandato che NIMS (e quindi ICS) deve essere utilizzato per gestire le emergenze al fine di ricevere finanziamenti federali.
L’emendamento “Superfund”  ha ordinato che tutti i primi soccorritori ad una emergenza con materiali pericolosi devono essere adeguatamente addestrate ed attrezzate in conformità con 29 CFR 1910.120 (q). Questo standard rappresenta il riconoscimento del OSHA di ICS. [4]
HSPD-5 e quindi il sistema di gestione degli incidenti Nazionale è venuto come conseguenza diretta degli attacchi terroristici dell'11 settembre 2001, che ha creato numerosi All-Hazard, Messa Casualty, incidenti multi-agenzia/ente. [5]

## Giurisdizione e legittimità
Negli Stati Uniti, ICS è stato testato da più di 30 anni di applicazioni emergenza e non di emergenza.
ICS è ampiamente usato nel Regno Unito e le Nazioni Unite raccomandano l'uso di ICS come standard internazionale. ICS è utilizzato anche dalle agenzie in Canada. [6]
La Nuova Zelanda ha implementato un sistema simile, conosciuto come il coordinato sistema di “Incident Management”, l'Australia ha il “Australasian Inter-System Service Incident Management” e della British Columbia, Canada, ha BCERMS

### Training resource material
- FEMA ICS 100-200 courses (available online)
- FEMA ICS 300-400 courses (available resident)
- FEMA E-449 course (Train-the-Trainer ICS 100-400) (available resident)
- EMSI ICS Training
- FEMA Emergency Management Institute (classes, materials)
- Copia archiviata, su ecommons.txstate.edu. URL consultato il 23 gennaio 2017 (archiviato dall'url originale l'11 febbraio 2012).
- businessofgovernment.org,  http://www.businessofgovernment.org/report/forest-fires-hurricane-katrina-case-studies-incident-command-systems.
- thelightningpress.com,  https://www.thelightningpress.com/smartbooks/incident-command-system-ics/.

### Media resource material
- KATU (ABC) "Getting found within 51 hours is key, study finds" Archiviato il 5 novembre 2015 in Internet Archive.
- ICS Glossary from US Dept. of Transportation